# Glauco Masetti
Glauco Masetti (* 19. April 1922 in Mailand; † 27. Mai 2001 ebendort) war ein italienischer Jazzmusiker (Alt-, aber auch Tenor- und Sopransaxophon, Klarinette).

## Wirken
Masetti wurde klassisch auf der Geige ausgebildet und besuchte die Konservatorien von Mailand und Turin, war aber Autodidakt auf Holzblasinstrumenten. In den späten 1940er Jahren arbeitete er zum ersten Mal mit Gil Cuppini zusammen; diese Zusammenarbeit dauerte bis in die 1960er Jahre an. In der ersten Hälfte der 1950er Jahre arbeitete er häufig als Sessionmusiker, unter anderem mit Gianni Basso und Oscar Valdambrini. Ab 1955 leitete er sein eigenes Ensemble (etwa mit Romano Mussolini am Klavier, Franco Cerri am Bass und Cuppini am Schlagzeug), mit dem Aufnahmen insbesondere für Fonit Records entstanden (zuletzt 1975 I Superclassifica für Spark). Daneben spielte er mit Eraldo Volonté, 1959 aber auch mit Chet Baker und Lars Gullin, wobei das Album Chet Baker in Milan entstand; zudem gehörte er zum Modern Jazz Quintet von Pupo De Luca. In den 1960er Jahren trat neben die Zusammenarbeit mit Cuppini auch die mit Giorgio Gaslini, mit dessen Bigband er drei Alben einspielte; 1964 trat er in dem Film La Vita Agra von Carlo Lizzani zusammen mit Gil Cuppini und Enrico Intra auf. 1970 wurde er als Erster Altsaxophonist und Klarinettist Mitglied im Orchestra Rhythmica della Rai in Mailand, dem er über zwanzig Jahre lang bis zu dessen Auflösung angehörte; daneben spielte er aber gelegentlich mit seinem Sextett. Später trat er auch mit Lino Patruno auf. Masetti war zwischen 1945 und 1998 an 118 Aufnahmen im Bereich des Jazz beteiligt.